# اسخارن
اسخارن (به هلندی: Escharen) یک منطقهٔ مسکونی در هلند است که در خرافه واقع شده‌است. اسخارن ۸٫۶۵ کیلومتر مربع مساحت و ۱٬۱۳۹ نفر جمعیت دارد.